# Runcu Salvei (gmina)
Runcu Salvei – gmina w Rumunii, w okręgu Bistrița-Năsăud. Obejmuje tylko jedną miejscowość Runcu Salvei. W 2011 roku liczyła 1228 mieszkańców.